# 富士急行1000系電車
富士急行1000系電車（ふじきゅうこう1000けいでんしゃ）は、1994年（平成6年）に登場した富士山麓電気鉄道の電車である。2022年（令和4年）3月31日までは富士急行が保有していた。
本項では、岳南電車への譲渡車である岳南電車9000形電車についても記述する。
富士急行及び富士山麓電気鉄道では、1000系の編成表記の際「富士山寄りの先頭車両の車両番号（富士山方の車号）号編成」という表記を使用しているため、本項もそれに倣い、特定の編成を表記する際には「1001号編成」のように表記する。また、本項では実際の付番方法より1000系のロングシート車両は「1000形」、セミクロスシート車両は「1200形」と呼称する。

## 概要
京王帝都電鉄（現・京王電鉄）5000系・5100系を譲受した車両である。1994年に、老朽化した自社の3100形と5700形の置き換え用として登場した。譲受時に京王重機整備において電動車の2両ユニット化、寒冷地用設備の設置、室内の更新などの整備がなされた。
種車は、基本的に先頭電動車である京王5100系のうちカルダン駆動車である第13編成以降から選定されている。ただし、最後の1編成である1208号編成は5000系の制御車を電装している。
車両番号は京王時代のロングシートを流用している車両に1000番台、入線時に転換式セミクロスシートに改造された車両に1200番台が付番されている。1000系導入前に主力であった5700形は全車ロングシートであったのに対し、1000系は転換式セミクロスシートを有する1200形の方が多くなっている。
最多で1000形が2両編成2本の4両と、1200形が2両編成7本の14両、合計9本18両が在籍し、長らく主力車でもあった。経年劣化による6000系への置き換えのため、2011年3月から除籍が進み、2024年12月15日をもって定期運用から撤退した。2025年現在は、観光列車「富士登山電車」である1205号編成が6000系の車両検査などによる不足時の代走および臨時列車に使用されるのみとなっている。

## 登場の経緯
小田急電鉄より2200形・2220形・2300形・2320形を譲受し、1982年に登場した5700形は車体の痛みの進行や部品調達の観点から置き換えが計画されることとなった。この際新規導入車両として17 - 18 m級の2両編成を基本として検討することとなった。
同じ時期に廃車が進行していた京王帝都電鉄5100系は3両編成であったが、制御車の電装により容易に2両編成化することができた。また、5100系は時期的にも数量的にも適しており、冷房を搭載していたことから、同時期に廃車が進行していた帝都高速度交通営団（営団）3000系の発生品である主電動機及び台車と組み合わせての導入が決定した。

## 構造

### 外観
新しい富士急行を印象付けるため斬新な塗装を目指し、富士山をイメージした青と白の塗り分けとした。側面向かって左側の車両には斜めのストライプ、側面向かって右側の車両には富士山のシルエットを白で描いた。
導入にあたり、正面の換気口及び側面の種別表示器が撤去された。また、正面ガラス支持ゴムと雨樋が交換され、屋根及び外板が補修された。

### 主要機器
| FS510形台車 |  | スノープラウ |
| FS510形台車 |  | スノープラウ |

台車は京王時代のものは軌間が異なり使用できないため、営団3000系の廃車発生品である住友金属工業製FS510形を装着する。主電動機も同車の発生品である三菱電機製MB3054-A形（1時間定格出力75kW）である。主電動機の変更と線路勾配条件により、主抵抗器の容量が変更され、冷却方式を強制通風式から自然通風式へ変更した。電動発電機（MG）は130 kVAから75 kVAに容量変更が行われた。制御装置は1993年・1994年譲受車はMMC-HTB20B形、1995年・1996年譲受車はMMC-HTB20C形を搭載した。コンプレッサーはC-1000形に交換された。運転台主幹制御器やブレーキなどの機器は変わっていない。
寒冷地対策として空気ブレーキの凍結防止対策及び耐雪ブレーキの設置が行われた。また、機器保温用に交流100 Vの外部電源接続コンセントを設置した。1994年以降に譲受した車両にはスノープラウが設置され、1993年に譲受した車両にも1996年12月に設置された。
冷房装置は、種車となる京王5000系が搭載していたものをそのまま使用しているため、分散式冷房装置を搭載する車両と集中式冷房装置を搭載する車両の2種類がある。一部車両ではパンタグラフが菱形からシングルアーム式に換装された。
富士急行の車両として初めてATSが設置された。ATSはJR東日本のATS-SN形に準拠したものが採用された。

### 客室
| 1000形車内 |  | 1200形車内 |  | 特急仕様車の車内 |
| 1000形車内 |  | 1200形車内 |  | 特急仕様車の車内 |

寒冷地で使用される車両として客室の色調は暖色系でまとめられた。内壁と側天井はアイボリー系の模様入りデコラ、シートモケットはワインレッドとされ、床は茶色とベージュの組み合わせ（1000形）または青系（1200形）とされた。
1000形の座席はロングシートとなっている。1200形では扉間と車端部をクロスシートとしていたが、扉間では固定クロスシート2脚の間に転換クロスシートを1脚配置しており、転換クロスシートをいずれの方向にしても必ず向かい合わせになる座席が構成された。ロングシートは進行方向で右側が扉間の後ろ寄り、左側が扉間の前寄りに配置されていた。ロングシートの肘掛はパイプ式から仕切り板式に取換えられた。また、モハ1200形には車椅子スペースが設けられ、非使用時に跳ね上げ式の簡易シートを使うことができた。
その他、吊り革、カーテン、窓サッシ枠覆い、扉三方枠、空調吹き出し口の取換えが行われた。1200形では網棚も取換えられた。
寒冷地対策として暖房機が増設されたほか、半自動操作を可能にするため、各ドアの内側にドア開閉ボタン、外側にドア開扉ボタンが設置されている。なお、乗務員室の車掌スイッチは4両での運行の際、無人駅での運賃収受を考慮し、中間に組み込まれた乗務員室からでも操作できるように回路が変更されている。
1200形のうち、1206 - 1208号編成は特急「ふじやま」号専用仕様車（座席カバー・テレビ付き）に改造されたが、「フジサン特急」用の2000系の登場後は各駅停車用に格下げされた。ただし、格下げ後も特急用予備編成を兼ねているためテレビは撤去されておらず、同形式の検査時には特急運用に就くこともある。

### 行先表示器

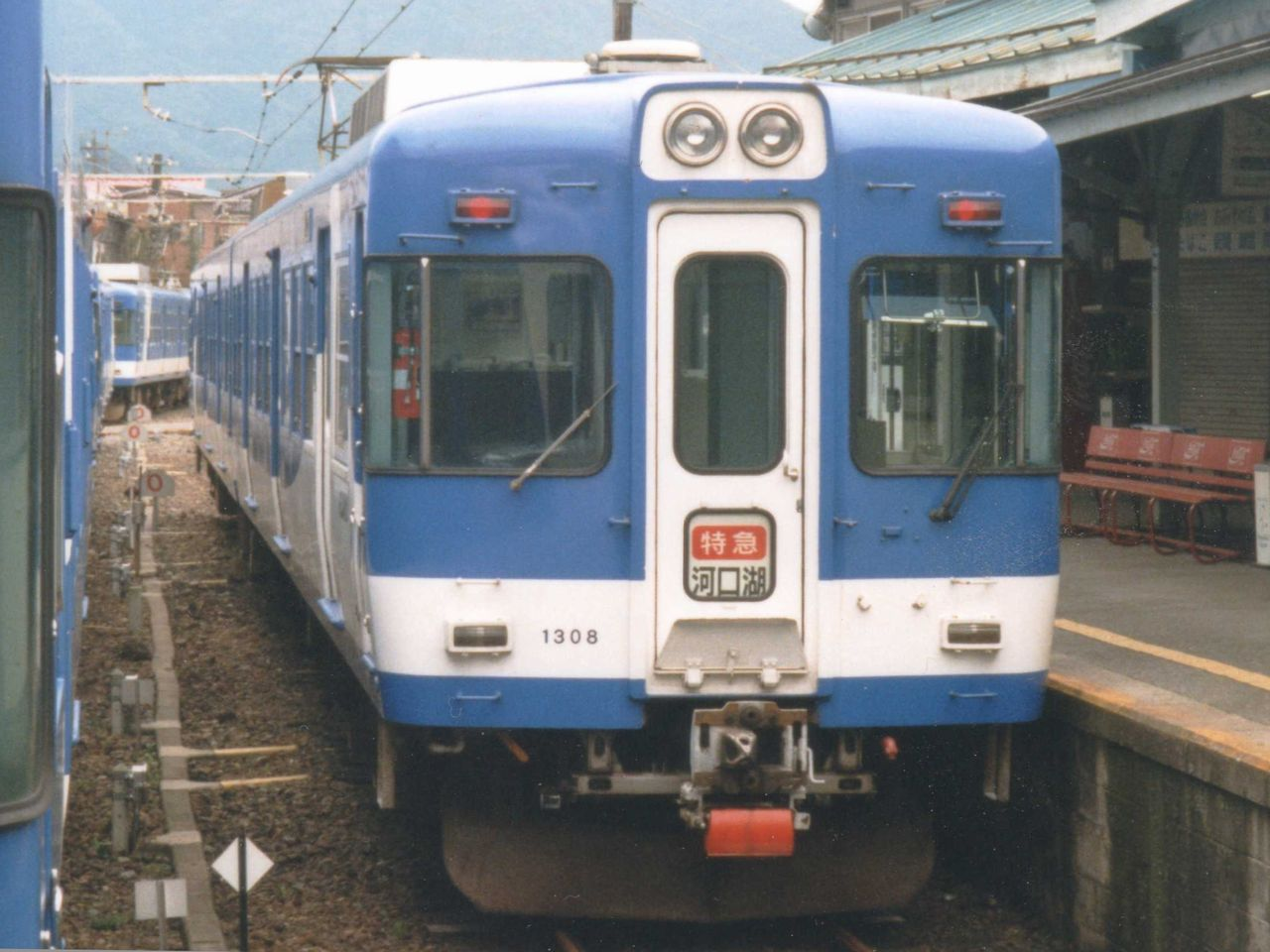
特急表示

正面貫通扉窓下に設置されている行先表示器は字幕式で、各駅停車での運行時は終着駅名のみが表示され、京王時代と同様にゴシック体縦書き配列である。特急として運行する時は、井の頭線で運行されていた3000系の正面行先表示器字幕に類似した横書きの配列で、赤地に白抜きの「特急」表示を上部に添えている。しかし、先述したように1200形での特急運用は「フジサン特急」が検査などで運休した際の代走のみになったため、実際に掲出される機会が少なくなった。

## 特別塗装

### マッターホルン号
| 1205号編成マッターホルン号 |  | 1201号編成マッターホルン号 |
| 1205号編成マッターホルン号 |  | 1201号編成マッターホルン号 |

2006年（平成18年）9月に1205号編成が赤と白を基調としたデザインに塗装変更された。これは、スイスのマッターホルン・ゴッタルド鉄道との姉妹鉄道提携15周年を記念して、マッターホルン・ゴッタルド鉄道の車両のデザインを模した塗装に変更したものである。他の編成に描かれている富士山のシルエットがないなど、多少デザインが変更されていた。
なお、1205号編成が後述する「富士登山電車」に改装された後は、1201号編成が「マッターホルン号」となっていた。ただし、1205号編成とは車体塗装が若干異なっていた。
1201号編成は2019年2月14日付で廃車となった。

### 創業80周年記念リバイバルカラー
| 1202号編成昭和30年代リバイバルカラー  |  | 1001号編成昭和20年代リバイバルカラー  |
| 1202号編成 昭和30年代リバイバルカラー |  | 1001号編成 昭和20年代リバイバルカラー |

2009年（平成21年）4月に、富士急行開業80周年記念事業の一環として、1202号編成が3100形や5700形などに採用されていた旧標準色（青色と水色を基調に白帯の入った3色塗装）に変更され、同年4月18日から運行を開始した。
さらに、同年6月には1001号編成がモハ500形で採用された茶色とクリーム色の2色塗装に変更され、同年6月18日から運行を開始した。
1001号編成の塗装は2012年10月に京王5000系の復刻塗装に変更された（後述）。1202号編成は2020年10月28日に運用を終了し、同年11月1日付で廃車となった。

### 京王5000系(初代)塗装

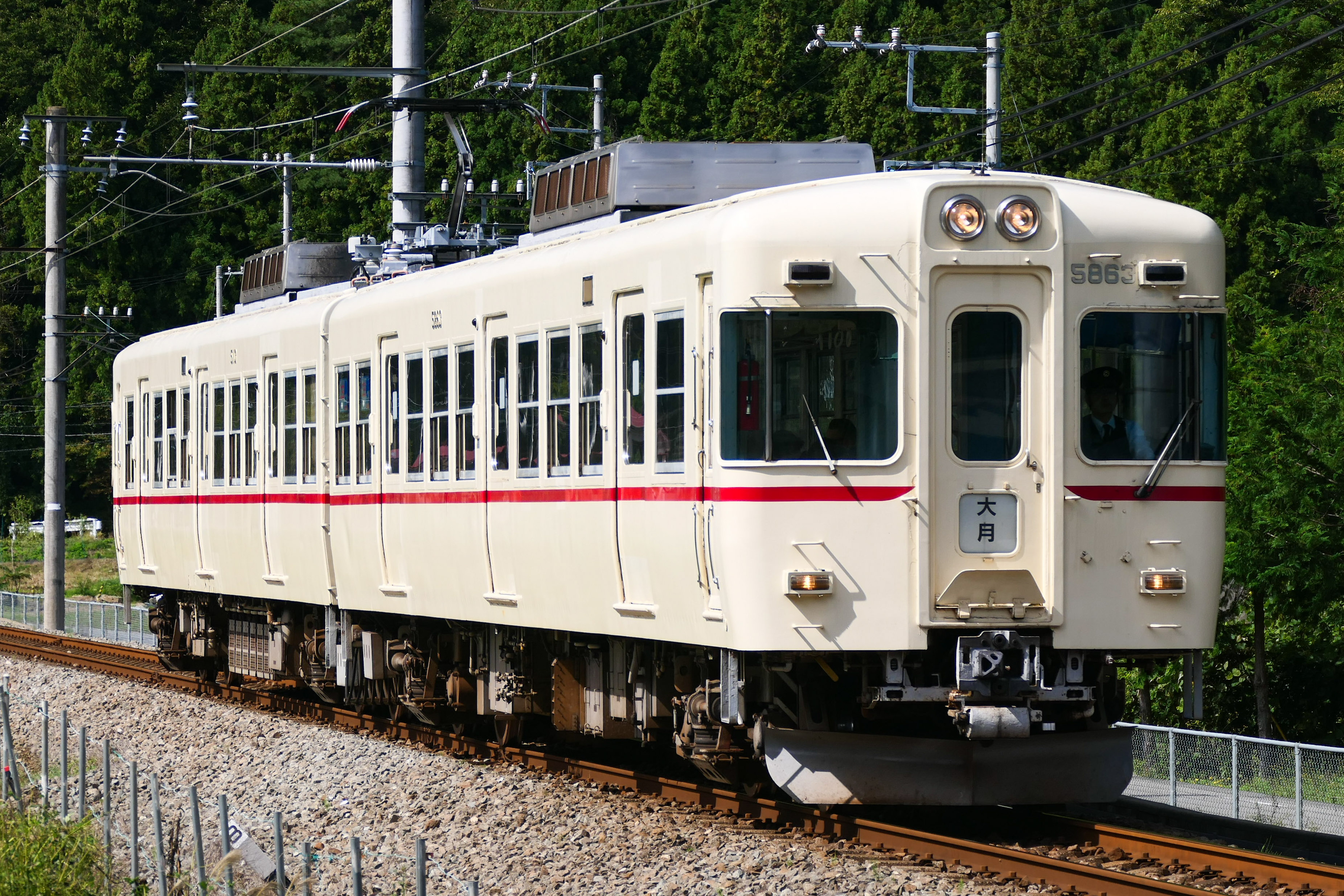
1001号編成 京王5000系塗装

種車である京王5000系電車が2013年で運転開始50周年を迎えることから、京王電鉄・一畑電車との合同キャンペーン企画として、2012年に1001号編成を京王帝都電鉄在籍当時の塗装に復元した。塗装の他、タイフォンを替え、車両番号表記は京王5000系(初代)電車の譲渡前の車両番号である元の5863と5113を原寸大で再現している。同年10月28日のイベント開催時に公開され、京王資料館に保管されている「陣馬」「高尾」のヘッドマークを装着した臨時列車が大月 - 河口湖間で運転された。
なお、同編成は2017年の検査でパンタグラフを菱形からシングルアームパンタグラフに換装されたが、京王5000系(初代)塗装そのものは残っている。京王5000系(初代)塗装(譲渡先の一畑電車2100系の同塗装及び、譲渡前の京王時代も含む。)でシングルアームパンタグラフを換装したのはこれが初めてとなる。これにより同車の菱形のパンタグラフは消滅した。
2024年9月24日、同年12月15日をもって1001号編成の定期運用を終了することが発表され、翌10月から撮影会やグッズ販売などのイベントが行われた。最終日である12月15日には午前中の河口湖駅 - 大月駅間の1往復をもって定期運転を終了し、その後団体臨時列車1往復と臨時列車1往復に充当された。当日は京王5000系（初代）引退時に装着されたヘッドマークをモチーフにしたデザインのヘッドマークが装着された。

### 『ヱヴァンゲリヲン新劇場版:Q』公開記念ラッピング

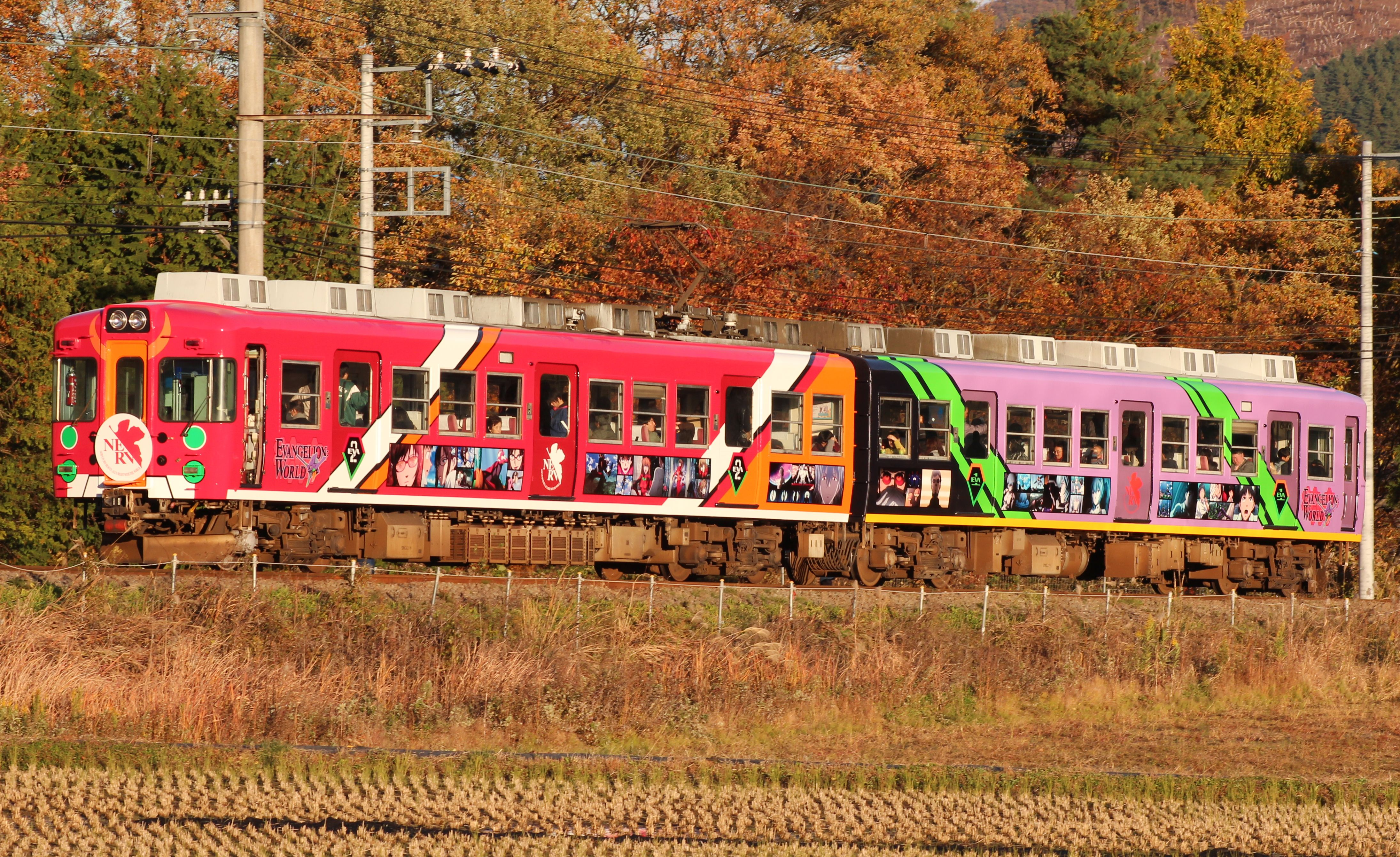
1207号編成
『ヱヴァンゲリヲン新劇場版:Q』ラッピング

アニメーション映画『ヱヴァンゲリヲン新劇場版:Q』の公開を記念し、同作品と富士急行とのコラボレーションの一環として1207号編成にラッピングを施した。富士山側のモハ1207はエヴァンゲリオン2号機を、大月・河口湖側のモハ1307はエヴァンゲリオン初号機をテーマとしたカラーとし、編成の前後には特製ヘッドマークを装着した。一部区間では映画登場キャラクターによる車内放送も行われた。2012年11月17日から2013年1月31日までの期間限定で運行し、同年3月31日付で廃車となった。

## 富士登山電車
| 1号車「赤富士」の車内 |  | 2号車「青富士」の車内 |
| 1号車「赤富士」の車内 |  | 2号車「青富士」の車内 |

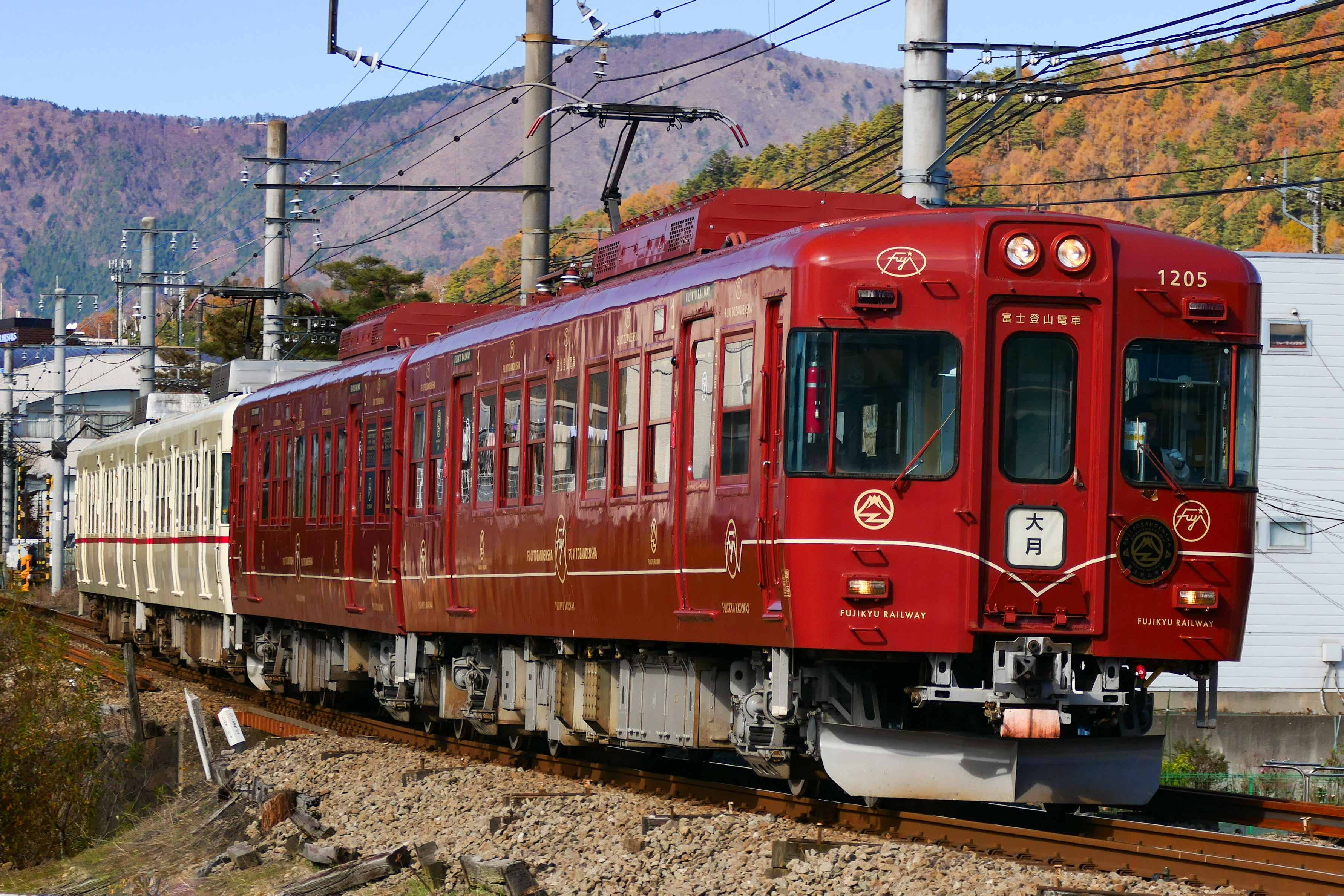
1205号編成「富士登山電車」
（前寄り２両）

これまでマッターホルン号として運転していた1205号編成を大幅に改装した観光列車で、2009年8月8日の誕生記念運行を経て翌9日より定期運行を開始した。2両編成で、車両にはそれぞれ「赤富士」「青富士」という名称がついている。
運行開始当初は各駅停車列車として運転され、「赤富士」が座席定員制（着席券1人200円）の車両、「青富士」が自由席車両であったが、2010年3月13日以降は2両とも座席定員制の快速列車として運行されていた。
外装デザインは各地で鉄道車両のデザインを手がけている水戸岡鋭治が担当し、開業当時の車両に塗られていた「さび朱色」■をベースカラーとして、各種ロゴが入れられている。車内は木や布の自然素材をできる限り使用し、ソファや展望席などを配置、富士山や周辺地域に関連する書籍を収めたライブラリーコーナーやカウンターを設置するなどして大幅に改装されている。この改装に当たり両車とも中央の乗降ドアが埋められ、2扉車となっている。
2020年3月14日のダイヤ改正で運行体系の見直しを受け、普通電車に併結しての運用となった。また、新型コロナウイルス感染症 (COVID-19) 流行の影響を受けて同年4月25日より運休となり、その後のダイヤ改正でも定期列車としての「富士登山電車」の運行は行われていない。
停車駅（2010年3月13日以降）
河口湖駅 - 富士急ハイランド駅 - 富士吉田駅（現・富士山駅） - 下吉田駅 - 三つ峠駅 - 都留文科大学前駅 - 都留市駅 - 大月駅
停車駅（2013年3月16日以降）
河口湖駅 - 富士急ハイランド駅 - 富士山駅 - 下吉田駅 - 三つ峠駅 - 大月駅

## 編成表
1200形の末尾4は忌番のため、当初から欠番である。2020年10月現在、2編成4両が在籍する。
|          | ← 富士山（旧・富士吉田）大月・河口湖 → |                   |          |              |               |                                                   |
| 形式     | モハ1000                               | モハ1100          | 冷房装置 | 竣工         | 廃車          | 備考                                              |
| 車両番号 | 1001 （デハ5113）                      | 1101 （クハ5863） | 集中式   | 1994年2月4日 |               | リバイバルカラー第2弾 京王復刻塗装 定期運用終了済 |
| 車両番号 | 1002 （デハ5122）                      | 1102 （クハ5872） | 分散式   | 1995年7月8日 | 2013年2月28日 |                                                   |

|          | ← 富士山（旧・富士吉田）大月・河口湖 → |                   |          |                |               |                                                  |
| 形式     | モハ1200                               | モハ1300          | 冷房装置 | 竣工           | 廃車          | 備考                                             |
| 車両番号 | 1201 （デハ5115）                      | 1301 （クハ5865） | 集中式   | 1994年2月4日   | 2019年2月14日 | マッターホルン号（初代・3代）                    |
| 車両番号 | 1202 （デハ5116）                      | 1302 （クハ5866） | 集中式   | 1994年7月15日  | 2020年11月1日 | リバイバルカラー第1弾                            |
| 車両番号 | 1203 （デハ5117）                      | 1303 （クハ5867） | 集中式   | 1994年7月15日  | 2012年3月31日 |                                                  |
| 車両番号 | 1205 （デハ5118）                      | 1305 （クハ5868） | 集中式   | 1994年10月27日 |               | マッターホルン号（2代） 富士登山電車             |
| 車両番号 | 1206 （デハ5124）                      | 1306 （クハ5874） | 集中式   | 1995年7月8日   | 2018年3月9日  | 岳南電車へ譲渡                                   |
| 車両番号 | 1207 （デハ5123）                      | 1307 （クハ5873） | 分散式   | 1995年10月19日 | 2013年2月28日 | 『ヱヴァンゲリヲン新劇場版:Q』公開記念ラッピング |
| 車両番号 | 1208 （クハ5720）                      | 1308 （クハ5770） | 集中式   | 1996年7月15日  | 2012年3月31日 |                                                  |

（）内は京王時代の車両番号。
表の出典
- 柴田東吾「京王5000系譲渡車の現状」『鉄道ジャーナル』第59巻第4号、鉄道ジャーナル社、2025年4月1日、60頁。

## その他
- 1001号編成は、2001年（平成13年）に編成ごと飲食店としての認可を受けた[32]。ロングシートの通路にテーブルを設置し、「地ビール電車」などのイベント列車に活用されている。
- 2006年頃から一部の編成の側面行先表示器が交換されている。上部は「大月」「河口湖」のいずれかを、下部はLEDによる案内を表示している。ただし、JRなど他社のそれと異なり、表示器裏面にある切り替えスイッチで切り替える方式である。
- 2008年（平成20年）秋には、ほとんどの編成で先頭車の前面右下部に「特急運転10周年」のヘッドマークを装着していた。

## 岳南電車9000形電車
岳南電車9000形電車（がくなんでんしゃ9000がたでんしゃ）は、2018年に岳南鉄道線に導入された岳南電車の電車である。

### 概要
岳南電車では7000形モハ7002が主要機器の不具合により廃車される事となり、その代替及び創業70周年記念事業の一環として2018年に富士急行から1000系1206編成（モハ1206・モハ1306）を譲受した。岳南では9000形（モハ9001・モハ9101）に改番され、2018年11月17日に岳南線での営業運転を開始した。

### 車両概説
譲渡に際し、下吉田駅から陸送により京王重機に搬入され、各種工事が実施された。塗装はかつて同線を走っていた5000系に塗られていた「インターナショナルオレンジ」をベースに白帯を巻いたものに変更され、あわせて岳南線対応のワンマン化対応工事も施工。主要機器等（台車・主電動機・制御装置など）は富士急行在籍時からの変更・改造・交換は施されずに活用されている。車内設備についても富士急行在籍時のセミクロスシートのまま、座席のモケットが藤色から赤系のものに張り替えられた以外はおおむね内装を保持している。塗装以外の外観上の変化としては側面の行先表示器は撤去され、車外スピーカーが設置されている。
集電装置は富士急時代にシングルアーム式のパンタグラフに換装済みで、岳南電車初のシングルアーム式パンタグラフ搭載車となった。
現在岳南電車在籍の電車で唯一動力系のブレーキ（発電ブレーキ）が作用する電車でもある（界磁チョッパ制御の7000形と8000形は京王時代にあった回生ブレーキ機能がカットされている）。
2019年10月時点で9001編成の1編成のみが在籍している。